# Piotrkówek Duży
Piotrkówek Duży – wieś w Polsce położona w województwie mazowieckim, w powiecie warszawskim zachodnim, w gminie Ożarów Mazowiecki. Ma status sołectwa.
W latach 1975–1998 miejscowość administracyjnie należała do województwa warszawskiego.
Według stanu w 2021 roku sołectwo Piotrkówek Duży liczyło 66 mieszkańców.
Sąsiedni Piotrkówek Mały jest o połowę większy.